# Möng Ling Shan
Möng Ling Shan är ett berg i Myanmar.   Det ligger i regionen Shanstaten, i den nordöstra delen av landet, 500 km nordost om huvudstaden Naypyidaw. Toppen på Möng Ling Shan är 2 641 meter över havet.
Terrängen runt Möng Ling Shan är bergig åt nordväst, men åt sydost är den kuperad. Möng Ling Shan är den högsta punkten i trakten. Runt Möng Ling Shan är det ganska tätbefolkat, med 70 invånare per kvadratkilometer. I omgivningarna runt Möng Ling Shan växer i huvudsak städsegrön lövskog.